# 飓风拉斐尔
飓风拉斐尔（英語：Hurricane Rafael）是2012年大西洋飓风季形成的第17场获得命名的风暴和第9场飓风，对加勒比海东北部地区构成轻度破坏。系统源于10月12日圣克洛伊岛东南偏南方向约370公里海域的一股东风波，由于其风速已经达到热带风暴强度，因此气象机构没有将之归类为热带低气压，而是直接升级成热带风暴并命名。受中等强度风切变的影响，气旋结构起初杂乱无章，但随着风切变减少，降雨和雷暴活动到10月14日时已有显著发展。次日清晨，风暴朝西北偏北移动并增强成一级飓风。美国东岸近海存在的冷锋令系统转向北上，到10月16日时又已转向东北，拉斐尔也在这时达到持续风速每小时150公里的最高强度。由于气旋接下来进入的海域大气环境渐趋稳定，海面温度也逐渐降低，飓风开始转变成温带气旋，并于次日下午完成转变。
气旋在加勒比海东北部行进期间虽然杂乱无章，但还是在当地引发严重洪灾。小安的列斯群岛多地的降雨量达到300毫米，引起泥石流、山体滑坡及河流泛滥，对当地农作物构成重创。圣马丁岛测得的阵风时速接近飓风标准，许多岛屿的风速达到热带风暴强度。强烈的雷暴引发闪电，造成多起火灾并导致停电。瓜德罗普一位女性试图驾车穿过洪水淹没的道路，但却被水卷走而遇难。拉斐尔以飓风强度从百慕大以东近海掠过，当地降下小雨，时速超过85公里的阵风还令数以百计的房屋失去供电。新斯科舍沿海地区因气旋温带残留产生的大型涌浪而受到严重破坏，许多道路被冲毁或是堆满垃圾，但总体损失数额不高。

## 气象历史
10月5日，一股低纬度东风波离开非洲西海岸进入大西洋，系统起初杂乱无章，行进至佛得角群岛和小安的列斯群岛中途海域附近时，其中发展出广阔的低气压区，并且周围的对流也开始凝聚。美国国家飓风中心为此在48小时热带天气展望中说明这片扰动天气的存在，认为系统发展成热带气旋的可能性不大。系统进一步发展，成为热带气旋的可能性也随之增大，气象机构在10月10日发布的展望中认为系统有约一半的可能性发展成热带气旋，到当天深夜系统逼近背风群岛南部时，美国国家飓风中心已认为扰动很可能会成为热带气旋。东风波进入加勒比海东部，移动速度减缓，之前广阔而呈开放状态的低气压区已经聚拢，并围绕中层中心堆叠起来。这片扰动天气产生的风速已经达到热带风暴强度，美国国家飓风中心因此于协调世界时10月12日下午18点将位于圣克洛伊岛东南偏南方向约320公里洋面的气旋归类为热带风暴并以“拉斐尔”（Rafael）命名，跳过了热带低气压阶段。
虽然已经成为热带风暴，但拉斐尔因与上层低压槽相互影响，导致系统结构起初仍旧较为混乱，中到强度风切变令风暴中心同最深层对流和雷暴分离。接下来几天里，上层低压槽逐渐减弱并向西面后退，拉斐尔上空因此得以发展出反气旋。风切变也有所减弱，气旋中心变得模糊，系统也发展出外流。受西侧的上层低压槽影响，风暴开始转向北上，卫星图像上出现中心密集云区。经过一系列的强度估算，美国国家飓风中心于10月15日早上6点将拉于百慕大约1045公里海域的拉斐尔升级成飓风，不过这一强度是经估算获得，直至下午才由飓风猎人侦察机飞入系统中证实。
虽然受到中等强度风切变的不利影响，但拉斐尔北上期间仍在快速增强。10月16日早上，风暴的微波成像上已经能够看到风眼，气旋也在这时达到持续风速每小时150公里，最低气压969毫巴（百帕，28.61英寸汞柱）的最高强度，在萨菲尔-辛普森飓风等级下属一级飓风标准。到了当天下午，美国空军预备役侦察机获得的数据表明拉斐尔因海面温度降低、风切变增多的不利影响，已经到达弱化趋势边缘。10月17日，位于新斯科舍以南较远处洋面、风速仍有飓风强度的拉斐尔因受冷锋影响而开始转变成温带气旋，并于当天下午18点完成转变。气旋残留围绕大西洋中北部上空一片更大规模的温带低气压移动数天后，于10月26日下午18点在葡萄牙上空逐渐消散。

## 防灾措施和影响

### 加勒比地区各群岛

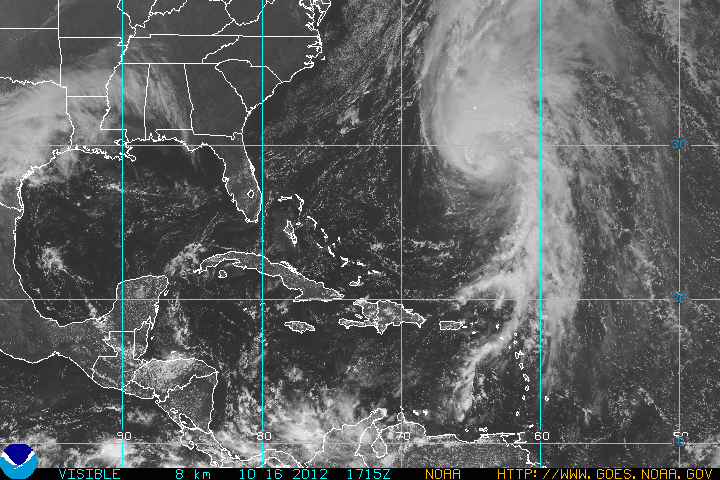
10月16日，正处最高强度的飓风拉斐尔

拉斐尔发展成形后不久，波多黎各收到热带风暴观察预警，该岛周围的英属和美属维尔京群岛则接获热带风暴警告。到10月13日清晨时，圣卢西亚和马提尼克的警告已经中止，但库莱布拉岛和别克斯岛又已收到热带风暴警告。这天黎明前，随着风暴逐渐远离，瓜德罗普和圣马丁岛的警告予以中止，加勒比地区东北部其它岛屿的警告也在数小时后失效。为应对系统来袭，维尔京群岛领地管理署在群岛各地启用多个紧急行动中心，并请求联邦紧急事务管理署提供协助。联邦紧急事务管理署调派工作组负责风暴过后的救灾工作。公共工程和电力部门安排应急工作组随时待命，美属维尔京群岛的所有港口都只允许船只离港，海岸警卫队提醒海员对即将到来的恶劣天气做准备。
拉斐尔以热带风暴强度吹袭瓜德罗普，产生的大量降水对部分民宅构成严重破坏，农作物遭受的损失更为严重。根据法国气象局提供的数据，巴斯特尔在3小时内的降雨量就高达150毫米，10月13至14日共计48小时里更达300毫米，格朗德特尔岛在这段时间里估计也降下200毫米雨量。暴雨引发洪灾和泥石流，格朗德特尔岛有60%到80%的蔬菜作物受灾，强烈风暴产生的闪电还引发火灾，导致停电。皮特爾角城國際機場的持续风速为每小时39公里，阵风时速68公里；拉代西拉德岛的阵风时速更达103公里。圣克洛德（Saint-Claude）有名女性试图驾车穿过被淹的道路时被洪水卷走而遇难。圣基茨岛30小时内的降雨量达到301毫米，引发严重洪灾和泥石流，并以巴斯特尔周边情况严重。多条道路无法通行，当地交通陷入瘫痪，大部分商户都在风暴期间关闭，许多居民家中停水停电。少数试图驾车通过被淹道路的居民需要救援。圣巴泰勒米和法属圣马丁的多个气象站分别测得101和108公里的阵风时速，许多船只搁浅，但总体破坏程度很轻。波多黎各的马纳蒂和下维加之间公路被淹，托亚阿尔塔高地也有许多房屋被淹。

### 百慕大
正当拉斐尔离开加勒比海东北部之际，百慕大于10月14日接获热带风暴观察预警，再于次日早上升级成热带风暴警告，10月17日气旋从该岛东北方向经过后再予中止。有关部门敦促居民在气旋来袭前做好必要准备，百慕大的两大主要航空公司西捷和联合在10月16日取消了数以百计的航班。官员警告称沿海低洼地区可能会出现风暴潮，百慕大气象局也发出警报，称降雨量可能会有50到100毫米。岛上出现的风速虽然高于当地预期，但并没有构成显著破坏。根据百慕大气象局的数据，拉斐尔距该岛最近时，百慕大国际机场的持续风速有每小时55公里，阵风时速则达82公里。另据百慕大电力照明公司统计，大风令岛上约600套房屋失去供电。百慕大的实际降雨量低于预期，最高的也只有43毫米。

### 纽芬兰岛
纽芬兰岛没有接获热带气旋警告或观察预警，但圣约翰斯官员建议岛上所有居民做好应对风暴来袭的准备。气旋的温带残留产生大规模的涌浪和风暴潮，对阿瓦隆半岛沿海地区构成大面积破坏。据当地报道，海浪比2010年对当地构成毁灭性打击的飓风伊戈尔来袭时还要强烈。大段公路被巨浪冲毁或是堆满垃圾，特里佩西附近的防波堤有3段被毁，海浪由此冲进内陆。受其影响，当地一条主要公路出现9.1米宽、1.5米深的缺口。当地人称下海岸的地方有50人同周边地区失去联系。纽芬兰岛共计遭受的损失数额约为100至200万加拿大元。风暴产生的降水较少，瑞斯角（Cape Race）的降雨量也只有6毫米。